# 이새의 나무

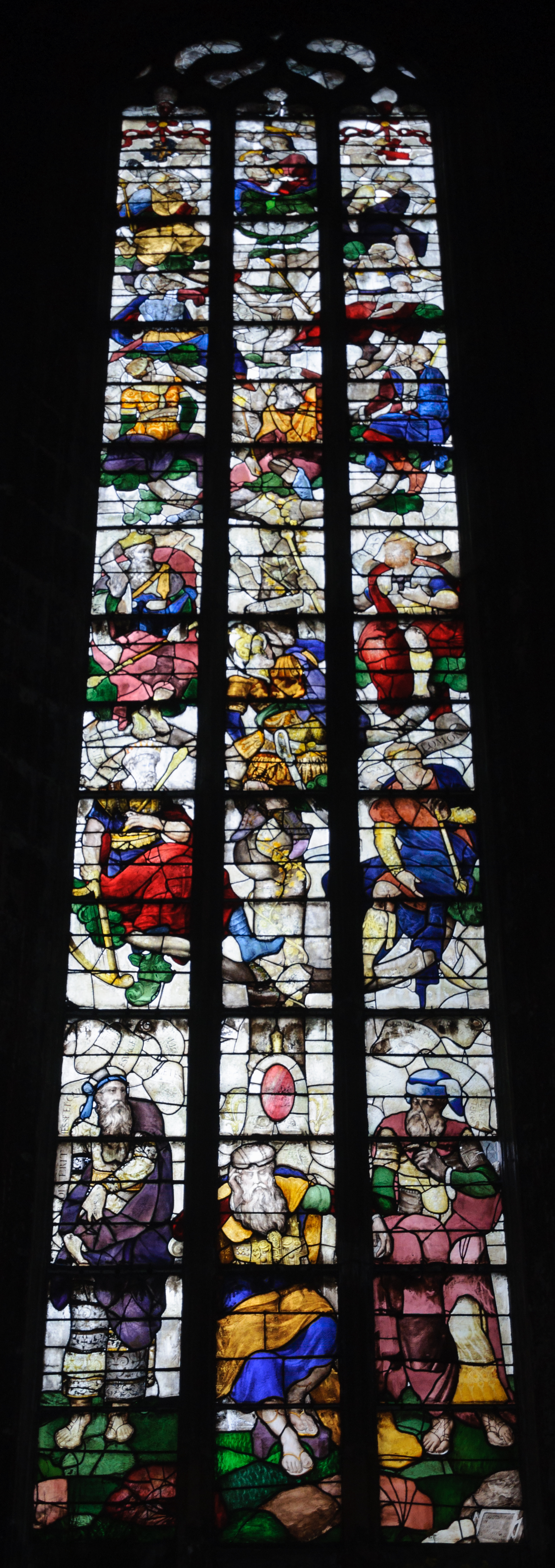
이새의 나무

이새의 나무(Tree of Jesse)는 기독교에서 예수의 족보를 나타내는 도표 역할을 하는 그림으로서 이사야서 11장 1~3절과 마태복음 1장 1~16절을 근거로 중세 때 많이 그려지고 조형되었다. 그러나 초기의 개신교는 “이새의 나무”가 우상숭배의 요소가 될 수 있다고 판단하여 상당수 파괴하였다. 하지만 아직도 몇몇 예술작품으로 존재한다. 추후 개신교에서도 인식의 변화가 생겨 “이새의 나무”를 신앙교육의 시각적 수단으로 활용하고 있다.

## 같이 보기
- 스테인드글라스